# 賽巴斯丁·莫蘭
賽巴斯丁·莫蘭（英語：Sebastian Moran，或稱為莫蘭上校）是著名偵探小說家亞瑟·柯南·道爾在1903年發表的《空屋》（《福爾摩斯探案》的《福爾摩斯歸來記》）裡登場的一個虛構角色。他被認為是詹姆斯·莫里亞蒂教授的心腹。被福爾摩斯稱為「倫敦的第2號危險人物」。

## 簡歷
賽巴斯丁·莫蘭是奧古斯都·莫蘭爵士（Sir Augustus Moran）的兒子，在1840年出生。曾就讀伊頓公學和牛津大學，後以英國陸軍軍官身分在阿富汗服役，在第二次英阿戰爭中參加了1879年查拉西阿布戰役而受到司令部表彰，於舍普爾戰役及喀布爾均有參與軍事行動。
莫蘭退役後，回到倫敦。會見莫里亞蒂教授並成為他的部下。是名神槍手，獵野獸的著名人士，卡片遊戲的高手。

## 在故事中的行動
在福爾摩斯失蹤3年後，莫蘭開槍射殺他卡片遊戲的夥伴梅努斯伯爵（Earl of Maynooth）的兒子羅納德·阿戴爾（Ronald Adair）勳爵。在那之後，他知道福爾摩斯返回貝克街221B號後，企圖射殺他。但是因為福爾摩斯的計謀，他狙擊到的只是福爾摩斯的蠟像，在激烈的格鬥後，他被雷斯垂德探長逮捕。之後，因為福爾摩斯的推理，裁定他就是謀殺阿戴爾勳爵的真兇。
在逮捕後，華生說「退役後，莫蘭在俱樂部以進行詐騙的卡片遊戲來作為生活所需，不巧被阿戴爾勳爵識破了，因為被迫退出俱樂部而進行犯罪行為」這樣的推理，福爾摩斯也非常肯定。
還有，在福爾摩斯的回憶中以「莫蘭也在萊辛巴赫瀑布，並跟著莫里亞蒂教授一起同行」、「福爾摩斯在決鬥結束後，看到莫里亞蒂教授掉進瀑布後，企圖狙擊並殺害福爾摩斯」這樣的話來告知。
另外，《最後一案》裡說向福爾摩斯報仇的事情是透過福爾摩斯的口述得知的。

## 改編
- 《名偵探柯南：貝克街的亡靈》，配音員：藤本讓
- 《福爾摩斯：詭影遊戲》，演員：保羅·安德森[1]
- 《憂國的莫里亞蒂》，配音員：日野聰